# Dynamene magnitorata
Dynamene magnitorata är en kräftdjursart som beskrevs av David Malcolm Holdich 1968. Dynamene magnitorata ingår i släktet Dynamene och familjen klotkräftor. Inga underarter finns listade i Catalogue of Life.